# عقمه سهيل (القبيطة)

تعديل مصدري - تعديل

عقمه سهيل هي إحدى قرى عزلة كرش بمديرية القبيطة التابعة لمحافظة لحج، بلغ تعداد سكانها 56 نسمة حسب تعداد اليمن لعام 2004.